# LVR-Klinik Mönchengladbach
Die LVR-Klinik Mönchengladbach ist Fachkrankenhaus für Psychiatrie und Psychotherapie mit den Schwerpunkten Allgemeinpsychiatrie, Suchtmedizin und Gerontopsychiatrie.
Die Klinik liegt im Zentrum von Mönchengladbach/Rheydt in einem großzügigen Parkgelände und wurde 1972 als Modellklinik für die Entwicklung einer gemeindenahen psychiatrischen Versorgung für die Stadt Mönchengladbach eröffnet. Seit Sommer 2017 nimmt die Klinik die psychiatrische Pflichtversorgung für die ganze Stadt Mönchengladbach wahr. Anschrift des zentralen Klinikgeländes ist die Heinrich-Pesch-Str. 39–41 in 41239 Mönchengladbach.
Träger der LVR-Klinik Mönchengladbach sowie acht weiterer psychiatrischer Kliniken in NRW ist der Landschaftsverband Rheinland (LVR) mit Sitz in Köln. Kommunale Krankenhäuser werden in Nordrhein-Westfalen nach der Gemeindekrankenhausbetriebsverordnung von einer gleichberechtigten Dreier-Betriebsleitung geführt. Derzeit sind das Dorothee Enbergs (Vorstandsvorsitzende & Kaufmännische Direktorin), Jutta Maria Scheuermann (Ärztliche Direktorin) und Jochen Möller (Pflegedirektor).

## Geschichte
Im Jahre 1969 wurde in den Räumen der ehemaligen Kinderklinik der Stadt Rheydt (heutiges Haus H auf dem zentralen Klinikgelände) unter der Trägerschaft des Landschaftsverbandes Rheinland eine Tag- und Nachtklinik als Außenstelle des Landeskrankenhaus Viersen-Süchteln eröffnet. Aus diesem ersten Klinikteil heraus entwickelte sich die Gemeindepsychiatrische Arbeit für die Stadt Rheydt.
Die Psychiatrie-Enquete-Kommission unter der Leitung des damaligen Psychiatriedezernenten des Landschaftsverbandes und Vorsitzenden Caspar Kulenkampff legte den Bericht über die „Lage der Psychiatrie in der Bundesrepublik Deutschland“ vor. Die damals vom Deutschen Bundestag eingesetzte Kommission zur Psychiatrie-Reform brachte Bewegung in das Versorgungssystem für Menschen mit psychischen Erkrankungen: Mehr ambulante und gemeindenahe Versorgung, bessere Vernetzung der Versorger, Entstigmatisierung, Gleichstellung psychisch und somatisch Kranker, Normalisierung der Wohn- und Betreuungssituation von Langzeitpatienten. Auf Initiative von Herrn Kulenkampff wurde mit Unterstützung der Stadtverordneten die Rheydter Tag- und Nachtklinik sukzessive zu einer pflichtversorgenden Psychiatrischen Klinik ausgebaut. Sie gilt seitdem als Modellklinik für die Behandlung psychisch kranker Menschen. Im Jahre 1972 wurde der erweiterte Betrieb aufgenommen und der gesamte Gebäudekomplex des ehemaligen Stadtkrankenhauses (heutiges Haus B auf dem zentralen Klinikgelände) bezogen. Im Januar 1973 erhielt die Einrichtung ihre Eigenständigkeit als Außendienststelle – Landesklinik Rheydt – des Landschaftsverbandes Rheinland und bekam die Zuständigkeit für die umfassende psychiatrische Versorgung der damaligen Stadt Rheydt mit ca. 100.000 Einwohnern übertragen.
Wenige Monate später wurde der Verein für die Rehabilitation psychisch Kranker  (kurz: RehaVerein) von Mitarbeitern der Landesklinik Rheydt gegründet. Zunächst bestand die Aufgabe des Vereins darin, Spendengelder für Hilfen zu akquirieren, die die Klinik nicht aus den Pflegesätzen finanzieren konnte. Im Zuge der Gebietsreform in Nordrhein-Westfalen wurde die Stadt Rheydt mit der Stadt Mönchengladbach vereinigt und damit auch die Klinik in „Landesklinik Mönchengladbach“ (heute: LVR-Klinik Mönchengladbach) umbenannt. Sie übernahm nach und nach die Versorgung weiterer Stadtbezirke der neu gegliederten Stadt Mönchengladbach. Bereits Ende der 70er Jahre wurden die ersten betreuten Wohngemeinschaften und betreuten Einzelwohnplätze zur sozialen Rehabilitation außerhalb der Klinik eingerichtet: mit zwei Einrichtungen zur sozialen Rehabilitation im Stadtteil Odenkirchen setzten die Rheinischen Kliniken Mönchengladbach als erste Einrichtung in NRW den Anspruch an die Enthospitalisierung chronisch psychisch kranker Menschen um. Die Betreuung erfolgte gemeinsam durch die Ambulanz der Klinik und den RehaVerein. Um den zeitgemäßen Anforderungen an einen Rehabilitationsbereich zu begegnen, entwickelte die Klinikleitung in enger Kooperation mit der Trägerverwaltung das Konzept eines Neubauvorhabens. Die Grundsteinlegung erfolgte im Herbst 2002. Insgesamt 23 Bewohner zogen 2004 in den Neubau „Peter-Röhl-Haus“ an der Manderscheiderstraße nahe dem Tiergarten Odenkirchen.
In den folgenden Jahren wurden umfangreiche Sanierungs- und Baumaßnahmen am Standort Mönchengladbach durchgeführt. Im November 2005 konnte der Neubau (Haus A) bezogen werden. Das Gebäude ist als Pilotprojekt für zukünftiges Bauen in der Psychiatrie anerkannt und gefördert. Im Jahre 2009 wurde die Wahlleistungsstation C1 im Haus C vollständig renoviert und eröffnet. Die neuen Räumlichkeiten bieten ein modernes und ansprechendes bauliches Ambiente mit besonderer Raumausstattung und gehobenen Serviceleistungen. Das historische Haus H wurde umgebaut und mit moderner Einrichtung ausgestattet. Seit der Neueröffnung im Jahre 2011 befindet sich dort eine Allgemeinpsychiatrische Aufnahmestation für Patienten, die sich über einen längeren Zeitraum in der Klinik aufhalten. Zur Verbesserung der psychiatrischen Behandlungsangebote für die Bürger der Stadt Mönchengladbach und gleichzeitig zur Sicherstellung auch künftiger Anforderungen war es erforderlich, in der Innenstadt Mönchengladbach-Rheydt ein Tagesklinik-Zentrum zu planen. Dazu wurde das Gebäude des städtischen Gesundheitsamtes nach zehn Jahren Leerstand im Sommer 2013 durch den Landschaftsverband Rheinland erworben und kernsaniert. Die Eröffnung des Tagesklinischen Zentrums erfolgte im Sommer 2015.
Den Abschluss der Sanierungs- und Baumaßnahmen bildet die Kernsanierung des historischen Altbaus (Haus B) von 2015 bis 2017. Mit dieser letzten Baumaßnahme und der damit verbundenen Erhöhung der Bettenkapazität, ist die Umsetzung des erweiterten Versorgungsauftrages auf die ganze Stadt Mönchengladbach verbunden. In diesem Zusammenhang hat die Klinik von der LVR-Klinik Viersen nicht nur 40 Betten und 20 tagesklinische Plätze, sondern auch die Tagesklinik auf der Regentenstraße in Haus Nr. 91 in Mönchengladbach übernommen.
Mit dem Ziel, psychisch erkrankten Menschen in Mönchengladbach ein bedarfsgerechtes und personenzentriertes Behandlungsangebot zu machen, und dabei verschiedene Behandlungspartner zu integrieren, wurde 2011 der Gemeindepsychiatrische Verbund Mönchengladbach gegründet. Gründungsmitglieder waren die LVR-Klinik Mönchengladbach, der Verein für die Rehabilitation psychisch Kranker e.V. (RehaVerein), die Intres gGmbH und der Sozialpsychiatrische Dienst der Stadt Mönchengladbach. Mittlerweile arbeiten 21 Organisationen gemeinschaftlich an der Behandlung und Versorgung von Menschen mit psychischen Erkrankungen.

## Einrichtung
Die LVR-Klinik Mönchengladbach ist mit rund 320 Mitarbeitern (Stand 2018) ein nach wirtschaftlichen Gesichtspunkten geführter Betrieb und als ein Fachkrankenhaus der Pflichtversorgung für die ca. 260.000 Einwohner der Stadt Mönchengladbach zuständig.
Schwerpunktmäßig werden in der Klinik Patienten im Erwachsenenalter mit allgemein- und gerontopsychiatrischen Erkrankungen sowie Suchtkrankheiten behandelt. Die Klinik verfügt über eine Institutsambulanz, 66 teilstationäre Plätze in zwei Tageskliniken, 170 vollstationäre Betten und einen Betriebsbereich Soziale Rehabilitation mit 45 Plätzen. Eine Migrationsambulanz kümmert sich um fremdsprachige Mitbürger.